# Liste der Bodendenkmäler in Niedermurach
Auf dieser Seite sind die Bodendenkmäler in der Oberpfälzer Gemeinde Niedermurach zusammengestellt. Diese Tabelle ist eine Teilliste der Liste der Bodendenkmäler in Bayern. Grundlage ist die Bayerische Denkmalliste, die auf Basis des Bayerischen Denkmalschutzgesetzes vom 1. Oktober 1973 erstmals erstellt wurde und seither durch das Bayerische Landesamt für Denkmalpflege geführt wird. Die folgenden Angaben ersetzen nicht die rechtsverbindliche Auskunft der Denkmalschutzbehörde.

## Bodendenkmäler der Gemeinde Niedermurach

### Bodendenkmäler in der Gemarkung Niedermurach
| Lage                    | Objekt | Akten-Nr.     | Bild |
| ----------------------- | --- | ------------- | ---- |
| Niedermurach (Standort) | Endpaläolithische/mesolithische Freilandstation, vorgeschichtliche Siedlung. | D-3-6540-0016 |      |
| Niedermurach (Standort) | Endpaläolithische Freilandstation, vorgeschichtliche Siedlung. | D-3-6540-0033 |      |
| Niedermurach (Standort) | Untertägige Befunde des abgebrochenen Schlosses von Niedermurach, zuvor mittelalterliche Burg. | D-3-6540-0036 |      |
| Niedermurach (Standort) | Archäologische Befunde und Funde im Bereich der Katholischen Pfarrkirche St. Martin in Niedermurach, darunter die Spuren von Vorgängerbauten bzw. älteren Bauphasen sowie der aufgelassene historische Ortsfriedhof mit einer abgegangenen Kapelle. | D-3-6540-0083 |      |

### Bodendenkmäler in der Gemarkung Nottersdorf
| Lage                   | Objekt                             | Akten-Nr.     | Bild |
| ---------------------- | ---------------------------------- | ------------- | ---- |
| Nottersdorf (Standort) | Endpaläolithische Freilandstation. | D-3-6540-0051 |      |

### Bodendenkmäler in der Gemarkung Pertolzhofen
| Lage                    | Objekt | Akten-Nr.     | Bild |
| ----------------------- | --- | ------------- | ---- |
| Pertolzhofen (Standort) | Archäologische Befunde und Funde im Bereich der Katholischen Expositur- und Wallfahrtskirche St. Maria in Pertolzhofen, darunter die Spuren von Vorgängerbauten bzw. älterer Bauphasen. | D-3-6540-0073 |      |
| Pertolzhofen (Standort) | Untertägige Befunde des abgegangenen Schlosses von Pertolzhofen, zuvor mittelalterliche Burg.                                                                                           | D-3-6540-0075 |      |

### Bodendenkmäler in der Gemarkung Rottendorf in Niedermurach
| Lage                                  | Objekt | Akten-Nr.     | Bild |
| ------------------------------------- | --- | ------------- | ---- |
| Rottendorf in Niedermurach (Standort) | Endpaläolithische/mesolithische Freilandstation, vorgeschichtliche Siedlung, Siedlung oder Gräber des Frühmittelalters. | D-3-6540-0018 |      |
| Rottendorf in Niedermurach (Standort) | Wüstung des mittelalterlichen Adelssitzes und frühneuzeitlichen Landsassengutes Holmbrunn.                              | D-3-6540-0070 |      |